# KASK (sieć komputerowa)
KASK (Krajowa Akademicka Sieć Komputerowa) – duże przedsięwzięcie informatyczne realizowane latach 1986 - 1990, w zakresie utworzenia rozległej sieci komputerowej (WAN), która obejmowała polskie ośrodki akademickie - Górny Śląsk, Wrocław, Kraków, Toruń, Poznań, Warszawa, Szczecin i Lublin. Pozwoliło to na udostępnienie w roku 1990 zasobów sieci EARN.